# ستعرفني (رواية)
ستعرفني هي رواية غموض وجريمة من تأليف ميغان أبوت، نشرت في 26 يوليو 2016 عن دار ليتل، براون وشركاه [الإنجليزية]. يروي الكتاب عن عائلة نوكس بعد مقتل صديق للعائلة في حادث سير قبل مسابقة الجمباز.

## حبكة
في بداية الرواية، يقُتل شاب وهو صديق لعائلة بطل الرواية في حادث سير قبل وقت قصير من مسابقة الجمباز. تدور أحداثها حول ديفون نوكس، لاعبة جمباز أولمبية، ووالداها، كاتي وإريك نوكس، اللذان فرضا على نفسيهما أعباء مفرطة، عاطفيًا وماليًا، لدعم ابنتهما البالغة من العمر 15 عامًا. تسرد القصة وفقًا لوجهة نظر كاتي وتعرض تفكك الأسرة عندما يشتبه في أن إريك مرتبط بوفاة الشاب.

## الجوائز
| سنة  | جائزة                                       | نتيجة                  | المرجع. |
| ---- | ------------------------------------------- | ---------------------- | ------- |
| 2016 | بوكليست لأفضل كتاب خيال رياضي               | أفضل 10                | [ 2 ]   |
| 2017 | جائزة أنتوني [الإنجليزية] لأفضل كتاب غامض   | تأهلت للقائمة النهائية | [ 3 ]   |
| 2017 | جائزة ITW Thriller [الإنجليزية] لأفضل رواية | تأهلت للقائمة النهائية | [ 3 ]   |
| 2017 | جوائز ماكافيتي [الإنجليزية]                 | تأهلت للقائمة النهائية | [ 3 ]   |
| 2017 | جائزة الخنجر الفولاذي [الإنجليزية]          | تأهلت للقائمة النهائية | [ 3 ]   |